# وزارت امور تشریفاتی (ژاپن پیشامدرن)
شیکیبو-شو (به ژاپنی: 式部省, Shikibu-shō)، یکی از هشت وزارتخانه دربار امپراتوری ژاپن بود. شیکیبو-شو توسط قانون تایهو در اوایل قرن هشتم تأسیس شد. این وزارتخانه در دوره میجی جایگزین شد. این وزارتخانه برای چند سال پس از سال ۷۵۸ به مومبوشو تغییر نام داد، اما نام اصلی آن در سال ۷۶۴ بازسازی شد. این نام از آن زمان تاکنون بدون تغییر باقی مانده است تا اینکه سیستم ریتسوریو در طول دوره میجی منسوخ شد.